# Alcatraz Films (entreprise)
Alcatraz Films est une société française de production dirigée par Olivier Thery Lapiney et Laurence Clerc.
En 2013, Alcatraz Films présente deux longs-métrages au Festival de Cannes : Les Salauds de Claire Denis dans la catégorie Un certain regard et La Vie d'Adèle : Chapitres 1 et 2 d'Abdellatif Kechiche, Palme d'or décernée à l'unanimité du Jury. En 2016, Alcatraz Films produit Sieranevada de Cristi Puiu, en compétition officielle au Festival de Cannes, Paula de Christian Schwochow et Godless, le premier film de Ralitza Petrova qui remporte le Léopard d'or au Festival international du film de Locarno 2016. En 2018 Alcatraz Films retrouve Claire Denis pour High Life, présenté au Gala de présentation à Toronto, et reçoit le prix Fipresci à Cannes 2018.

## Films
- 2018 : High Life de Claire Denis
- 2016 : Godless de Ralitza Petrova
- 2016 : Paula de Christian Schwochow
- 2016 : Sieranevada de Cristi Puiu
- 2013 : Les Salauds de Claire Denis
- 2013 : La Vie d'Adèle : Chapitres 1 et 2 d'Abdellatif Kechiche (production associée et exécutive)

## Séries télévisées
- 2024 : Nudes sur Amazon Prime Video